# Philips Wouwerman

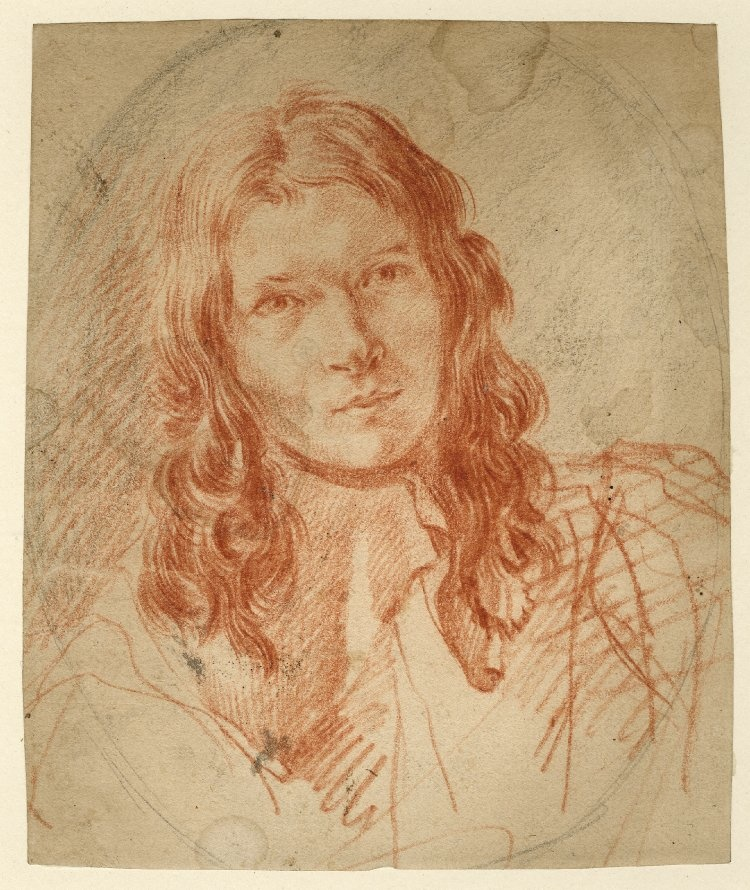
Selbstporträt von Philips Wouwerman

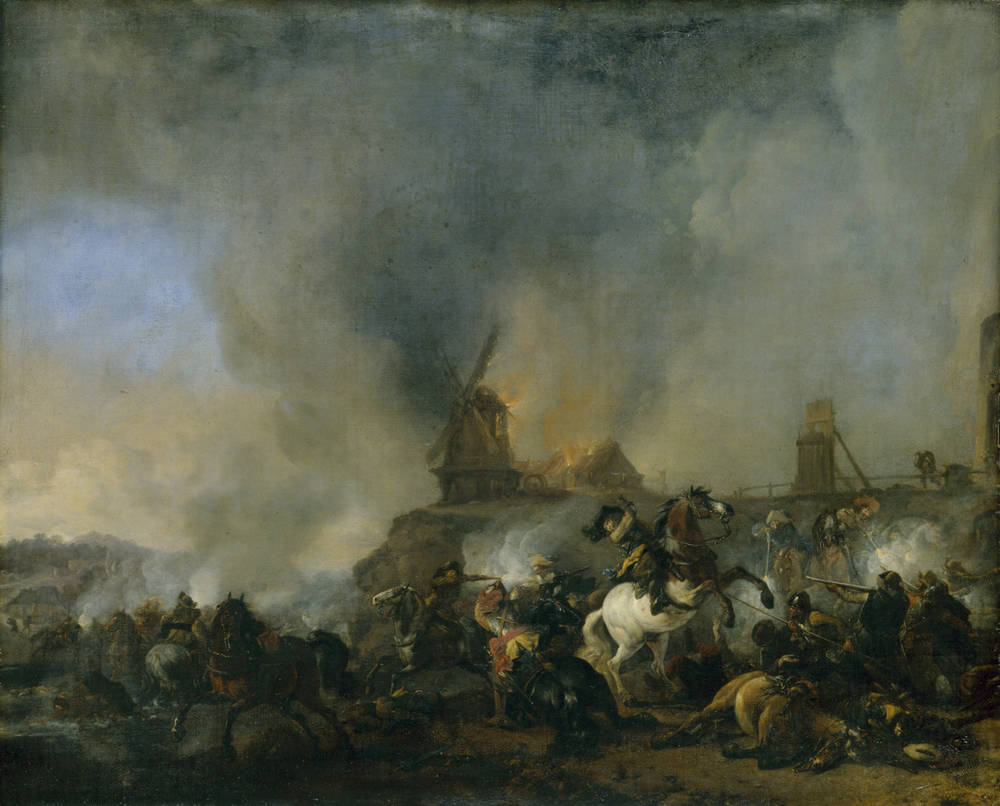
Reiterschlacht vor einer brennenden Mühle

Philips Wouwerman (getauft 24. Mai 1619 in Haarlem; begraben 23. Mai 1668 in Haarlem in der Nieuwe Kerk) war ein niederländischer Maler des Barocks.

## Leben und Werk
Philips war der älteste Sohn des Historienmalers Pauwels (Paulus) Joostens Wouwerman. Seine beiden Brüder Pieter (1623–1682) und Jan (Johannes) (1629–1666) übten ebenfalls das Malerhandwerk aus, wobei Jan überwiegend Landschaftsbilder malte. Um 1638/39 verbrachte Philips Wouwerman angeblich einige Wochen in Hamburg. Hier heiratete er Annetje Pietersz. van Broeckhof.
Der Haarlemer Maler Philips Wouwerman war einer der vielfältigsten und produktivsten Maler des Goldenen Zeitalters der Niederländischen Malerei. Seine Gemälde waren bereits zu seinen Lebzeiten, vor allem aber im 18. Jahrhundert, in ganz Europa sehr nachgefragt. Davon zeugen noch heute umfangreiche Sammlungen von Wouwerman-Gemälden der ehemals fürstlichen Kunstkollektionen, z. B. in der Staatlichen Eremitage in St. Petersburg oder in der Gemäldegalerie Alte Meister in Dresden.
Über die Ausbildung Philips Wouwermans ist wenig bekannt: Cornelis de Bie zufolge soll er bei Frans Hals (1580/85–1666) in die Lehre gegangen sein, jedoch hat dessen Malstil in seinem Werk keine Spuren hinterlassen. Wouwerman scheint, bis auf einen kurzen Aufenthalt in Hamburg, auch nicht ins Ausland gereist zu sein. Er lebte bis zu seinem Tod im Jahre 1668 in Haarlem, wo er 1640 Mitglied der St. Lukasgilde wurde und in dieser Institution mehrfach administrative Aufgaben übernahm. Früh heiratete er Anna Pietersz. van Broeckhoff (gest. 1670), mit der er zehn Kinder hatte, von denen sieben überlebten und 1670 – nach dem Tod der Mutter – sein nicht unerhebliches Erbe antraten. Als angesehenes Mitglied der Haarlemer Gesellschaft war der Künstler auch als 187 Immobilienhändler tätig. Die meisten urkundlichen Erwähnungen seiner Person in Haarlemer Archiven beziehen sich auf diese Tätigkeit.

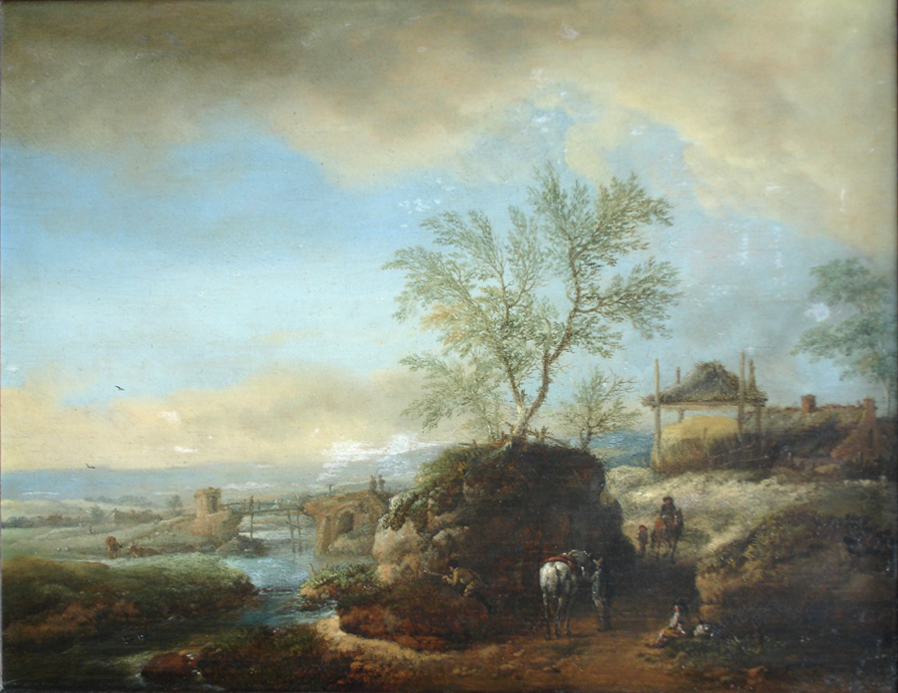
Landschaft mit Entenjäger

Eingebettet in das künstlerische Umfeld und in die vielfältigen malerischen Traditionen seiner Heimatstadt Haarlem begann Philips Wouwerman seine künstlerische Karriere 1639 mit einfachen Szenen in der Tradition der bamboccianti eines Pieter van Laer (1592/99 – nach 1642). In seinen Schlachtenbildern griff Wouwerman vor allem bei Darstellungen des Reiterkampfes die Anregungen van Laers dankbar auf. Mit seinen italianisierenden Soldatenstücken wurde Wouwerman zum dominierenden Schlachtenmaler der zweiten Hälfte des 17. Jahrhunderts. Im Verlauf seiner knapp dreißigjährigen Schaffenszeit entwickelte er früh einen individuellen Stil mit außerordentlich breitem thematischem Spektrum, das sich von Genre- und Landschaftsszenen über militärische bis hin zu religiösen Sujets erstreckte. Zu Recht wird er auch heute noch als einer der besten Pferdemaler überhaupt geschätzt, dessen detailgetreue und lebendige Wiedergabe von Pferden aller Rassen schnell legendär wurde.
Aber darüber sollten seine Errungenschaften auf dem Gebiet der Landschafts- und Genremalerei nicht vergessen werden. Seine fein gemalten Werke mit ihrer delikaten, verhaltenen Farbigkeit, ihrem Detailreichtum, oft kombiniert mit darstellerischem Witz, sind wahre Kostbarkeiten, die im 18. und auch noch im 19. Jahrhundert von Sammlern in ganz Europa gesucht und hoch bezahlt wurden. Obwohl Philips Wouwerman seitdem etwas in Vergessenheit geraten ist, sind seine technisch und thematisch herausragenden Werke auf dem Kunstmarkt auch heute noch sehr gefragt.
Die Zahl von Wouwermans authentischen Werken wird heute auf etwa 570 geschätzt, von denen sich ca. die Hälfte jeweils in öffentlichen und privaten Sammlungen befindet. Viele der ihm ehemals zugeschriebenen Gemälde werden nun seinen überaus zahlreichen Nachfolgern und Kopisten zugerechnet. Zu den bedeutendsten Künstlern, die in Wouwermans Stil arbeiteten, gehören Jan van Huchtenburgh (1647–1738), die Brüder Jans Frans (1683–1750) und Joseph van Bredael (1688–1739) sowie Carel van Falens (1683–1733). Oft werden auch seine beiden jüngeren Brüder Pieter und Jan Wouwerman als Nachahmer ihres bedeutenderen Bruders genannt. Das Œuvre von Pieter Wouwerman (1623–1682) weist in der Tat deutlich dessen Einfluss vor allem in thematischer Hinsicht auf, während stilistisch eine durchaus eigene Handschrift zu beobachten ist. Jan Wouwerman (1629–1666) dagegen war ein in sowohl stilistischer als auch thematischer Hinsicht eigenständiger Landschaftsmaler.
Eine erste monografische Ausstellung widmeten Philips Wouwerman die Museumslandschaft Hessen Kassel auf Schloss Wilhelmshöhe sowie das Mauritshuis, Den Haag, in den Jahren 2009/2010.

## Werke (Auszug)

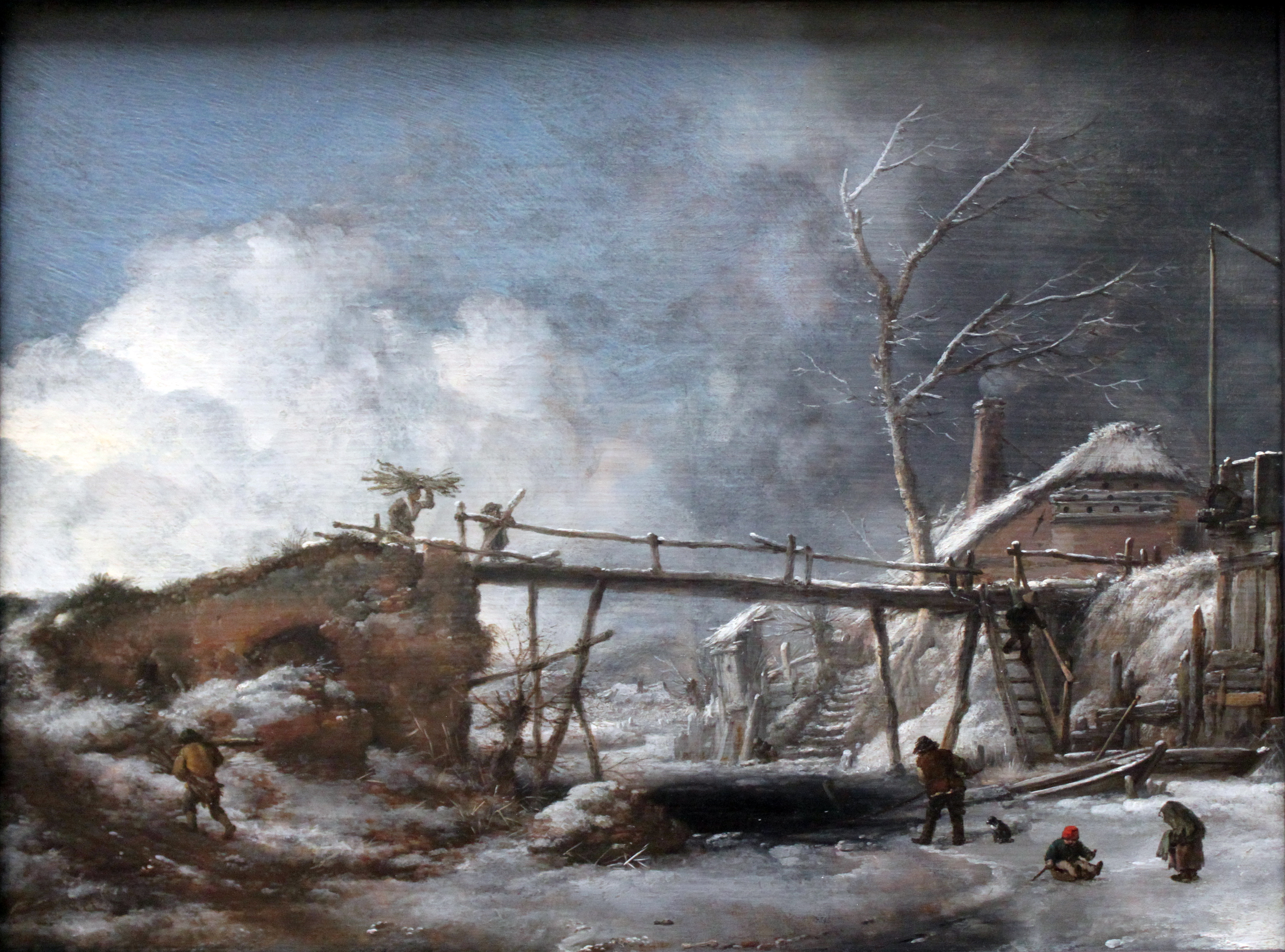
Winterlandschaft mit Holzsteg, 1660, Gemäldegalerie (Berlin)

- Reiterkampf vor einem Bauernhaus, um 1645, Öl auf Leinwand, 97,5 × 121,5 cm, Gemäldegalerie der Akademie der bildenden Künste Wien
- Der Schimmel, Holz, 43,9 × 37,6 cm, Amsterdam, Rijksmuseum
- Der Scheck vor der Schmiede, Holz, 34,4 × 38,3 cm, Kassel, Gemäldegalerie Alte Meister, Schloss Wilhelmshöhe
- Stallinterieur, Leinwand, 47 × 67 cm, London, The National Gallery
- Reitschule an einer Furt, Leinwand, 82,5 × 127 cm, Wien, Kunsthistorisches Museum
- Schlacht an einer Bergfestung, Leinwand, 69 × 82 cm, Dresden, Gemäldegalerie Alte Meister
- Soldaten vor einem Marketenderzelt, Holz, 49,5 × 44,5 cm, London, Her Majesty Queen Elisabeth II., Buckingham Palace
- Aufbruch zur Jagd, Holz, 45 × 64 cm, Dresden, Gemäldegalerie Alte Meister
- Landschaft mit Falkenjägern, Leinwand, 76 × 105 cm, Madrid, Museo Nacional del Prado
- Pferd und abgestiegener Reiter, Holz, 32,3 × 36,2 cm, 1646, Leipzig, Museum der bildenden Künste
- Flusslandschaft mit Badenden, Leinwand 59 × 82 cm, Vaduz-Wien, Sammlungen des Fürsten von und zu Liechtenstein
- Elegantes Paar an einem Hafen, Leinwand, 51 × 71,3 cm, St. Petersburg, Staatliche Eremitage
- Winterlandschaft mit Holzsteg, Holz, 28,5 × 36,5 cm, Berlin, Staatliche Museen, Gemäldegalerie
- Bauernfest, Leinwand, 70 × 112 cm, 1653, Minneapolis, The Minneapolis Institute of Arts
- Himmelfahrt Christi, Leinwand, 85 × 68 cm, Braunschweig, Herzog Anton Ulrich-Museum
- Der Hufschmied, Holz, Luxemburg, Villa Vauban, Sammlung Jean-Pierre Pescatore (Inv.-Nr. 377)[2]